# Nederlandse kampioenschappen schaatsen afstanden 1998
De Nederlandse kampioenschappen afstanden 1998 werden van 18 tot en met 21 december 1997 gehouden in Heerenveen op de schaatsbaan Thialf. 

## Programma
| Programma                 |                                                                    |
| Datum                     | Onderdeel                                                          |
| vrijdag 18 december 1997  | 5000 meter mannen 500 meter vrouwen 2e run 500 meter mannen 2e run |
| zaterdag 19 december 1997 | 500 meter mannen 1e run 500 meter mannen 2e run 1000 meter vrouwen |
| zondag 20 december        | 1000 meter vrouwen 1500 meter mannen 5000 meter vrouwen            |
| maandag 21 december       | 1000 meter mannen 1500 meter vrouwen 10.00 meter vrouwen           |

## Mannen

### 500 meter
| #    | Schaatser            | 1e 500m      | 2e 500m      | Punten      |
| ---- | -------------------- | ------------ | ------------ | ----------- |
| 1    | Jan Bos              | 0.36,39 (1)  | 0.36,20 (1)  | 72,590NR BR |
| 2    | Erben Wennemars      | 0.36,69 (3)  | 0.36,54 (2)  | 73,230      |
| 3    | Jakko Jan Leeuwangh  | 0.36,67 (2)  | 0.36,61 (3)  | 73,280      |
| 4    | Gerard van Velde     | 0.37,13 (4)  | 0.37,45 (4)  | 74,580      |
| 5    | André Zonderland     | 0.37,78 (6)  | 0.37,50 (5)  | 75,280      |
| 6    | Arnout Coenen        | 0.37,82 (7)  | 0.37,79 (6)  | 75,610      |
| 7    | Robbert Westerveld   | 0.37,87 (8)  | 0.37,91 (7)  | 75,780      |
| 8    | Richard de Jong      | 0.38,22 (10) | 0.37,82 (8)  | 76,040      |
| 9    | Arnold van der Poel  | 0.38,17 (9)  | 0.37,92 (9)  | 76,090      |
| 10   | Andries Kramer       | 0.38,47 (11) | 0.37,79 (10) | 76,260      |
| 11   | Jan Kootstra         | 0.38,61 (13) | 0.37,95 (11) | 76,560      |
| 12   | Frank van de Kley    | 0.38,52 (12) | 0.38,37 (12) | 76,890      |
| 13   | Hans Janssen         | 0.38,63 (14) | 0.38,38 (13) | 77,010      |
| 14   | Bas Brusche          | 0.39,12 (16) | 0.38,16 (14) | 77,280      |
| 15   | Arjan Elferink       | 0.38,81 (15) | 0.38,61 (15) | 77,420      |
| 16   | Hans Klein-Hesselink | 0.39,88 (17) | 0.39,20 (16) | [9,080      |
| 17   | Marco Heesink        | 1.12,54 (18) | 0.39,19 (17) | 111,730     |
| DNS2 | Jeroen Straathof     | 0.37,20 (5)  | - (DNS)      | 37,200      |

### 1000 meter
| #  | Schaatser            | Tijd      |
| -- | -------------------- | --------- |
| 1  | Erben Wennemars      | 1.11,56BR |
| 1  | Jan Bos              | 1.11,56   |
| 3  | Ids Postma           | 1.11,64   |
| 4  | Jakko Jan Leeuwangh  | 1.11,97   |
| 5  | Martin Hersman       | 1.12,28   |
| 6  | Jeroen Straathof     | 1.12,38   |
| 7  | Gerard van Velde     | 1.13,07   |
| 8  | Jan Nijboer          | 1.13,54   |
| 9  | Arnout Coenen        | 1.13,92   |
| 10 | Arnold van der Poel  | 1.14,40   |
| 11 | André Zonderland     | 1.14,65   |
| 12 | André Vreugdenhil    | 1.15,09   |
| 13 | Jan Kootstra         | 1.15,10   |
| 14 | Arjan Elferink       | 1.15,27   |
| 15 | Robbert Westerveld   | 1.15,75   |
| 16 | Thierry Mijsters     | 1.15,90   |
| 17 | Hans Klein-Hesselink | 1.15,94   |
| 18 | Jeroen Hairwassers   | 1.15,97   |
| 19 | Yuri Solinger        | 1.16,08   |
| 20 | Andries Kramer       | 2.14,95   |

### 1500 meter
| #  | Schaatser            | Tijd      |
| -- | -------------------- | --------- |
| 1  | Rintje Ritsma        | 1.48,88BR |
| 2  | Martin Hersman       | 1.49,53   |
| 3  | Erben Wennemars      | 1.50,15   |
| 4  | Ids Postma           | 1.50,19   |
| 5  | Jan Bos              | 1.50,51   |
| 6  | Jeroen Straathof     | 1.50,65   |
| 7  | Falko Zandstra       | 1.50,90   |
| 8  | Jelmer Beulenkamp    | 1.51,66   |
| 9  | Jan Nijboer          | 1.52,06   |
| 10 | Eddy Stam            | 1.52,65   |
| 11 | André Vreugdenhil    | 1.52,81   |
| 12 | Berry Rohling        | 1.53,17   |
| 13 | Carl Verheijen       | 1.53,53   |
| 14 | Dennis van der Gun   | 1.53,61   |
| 15 | Bob de Jong          | 1.53,68   |
| 16 | Bjarne Rykkje        | 1.54,00   |
| 17 | Jochem Uytdehaage    | 1.54,23   |
| 18 | Ralf Bekers          | 1.54,59   |
| 19 | Thierry Mijsters     | 1.55,07   |
| 20 | Hans Klein-Hesselink | 1.55,22   |
| 21 | Emiel de Jager       | 1.57,54   |
| DQ | Andres Landman       | 1.56,85   |

### 5000 meter
| #  | Schaatser            | Tijd    |
| -- | -------------------- | ------- |
| 1  | Rintje Ritsma        | 6.34,03 |
| 2  | Jelmer Beulenkamp    | 6.37,86 |
| 3  | Bob de Jong          | 6.37,94 |
| 4  | Carl Verheijen       | 6.38,79 |
| 5  | Falko Zandstra       | 6.39,57 |
| 6  | Ids Postma           | 6.47,16 |
| 7  | Berry Rohling        | 6.50,58 |
| 8  | Eddy Stam            | 6.50,73 |
| 9  | Bjarne Rykkje        | 6.51,63 |
| 10 | Dennis van der Gun   | 6.51,83 |
| 11 | Jochem Uytdehaage    | 6.53,12 |
| 12 | Ralf Bekers          | 6.57,00 |
| 13 | Gijs Buitelaar       | 6.59,48 |
| 14 | Emiel de Jager       | 6.59,84 |
| 15 | Maurijn de Wit       | 7.01,07 |
| 16 | Andres Landman       | 7.03,13 |
| 17 | Hans Klein-Hesselink | 7.05,34 |
| 18 | Jan Nijboer          | 7.05,77 |

### 10.000 meter
| #  | Schaatser          | Tijd          |
| -- | ------------------ | ------------- |
| 1  | Bob de Jong        | 13.35,27NR BR |
| 2  | Falko Zandstra     | 13.47,02      |
| 3  | Jelmer Beulenkamp  | 13.58,41      |
| 4  | Dennis van der Gun | 14.14,55      |
| 5  | Bjarne Rykkje      | 14.16,54      |
| 6  | Jochem Uytdehaage  | 14.18,02      |
| 7  | Carl Verheijen     | 14.18,84      |
| 8  | Berry Rohling      | 14.19,15      |
| 9  | Eddy Stam          | 14.30,65      |
| 10 | Gijs Buitelaar     | 14.39,09      |
| 11 | Ralf Bekers        | 14.46,35      |
| DQ | Rintje Ritsma      | 13.39,26      |

## Vrouwen

### 500 meter
| #  | Schaatsster           | 1e 500m      | 2e 500m       | Totaal      |
| -- | --------------------- | ------------ | ------------- | ----------- |
| 1  | Andrea Nuyt           | 0.39,88 (1)  | 0.40,21 (16)  | 80,090NR BR |
| 2  | Marianne Timmer       | 0.40,27 (2)  | 0.39,89 (1)   | 80,160      |
| 3  | Sandra Zwolle         | 0.40,37 (3)  | 0.40,40 (2)   | 80,770      |
| 4  | Frouke Oonk           | 0.40,83 (4)  | 0.40,38 (3)   | 81,210      |
| 5  | Marieke Wijsman       | 0.41,34 (5)  | 0.41,28 (4)   | 82,620      |
| 6  | Wieteke Cramer        | 0.41,51 (6)  | 0.41,86 (5)   | 83,370      |
| 7  | Yvonne Leever         | 0.41,84 (7)  | 0.41,69 (6)   | 83,530      |
| 8  | Dianne Kootstra       | 0.41,90 (8)  | 0.42,16 (7)   | 84,060      |
| 9  | Léontine van Meggelen | 0.42,14 (9)  | 0.41,96 (8)   | 84,100      |
| 10 | Anja Bollaart         | 0.42,34 (12) | 0.42,29 (9)   | 84,630      |
| 11 | Elke Zijlstra         | 0.42,29 (10) | 0.42,38 (10)  | 84,670      |
| 12 | Tijn Ponjee           | 0.42,33 (11) | (11)          | 84,770      |
| 13 | Arina Schingenga      | 0.42,52 (13) | 0.42,44 [(12) | 84,960      |
| 14 | Judith Straathof      | 0.42,78 (15) | 0.42,32 (13)  | 85,100      |
| 15 | Pauline Bakker        | 0.42,71 (14) | 0.42,87 (14)  | 85,580      |
| 16 | Kaśka Rogulska        | 0.42,78 (16) | 0.43,60 (15)  | 86,380      |

### 1000 meter
| #  | Schaatsster           | Tijd      |
| -- | --------------------- | --------- |
| 1  | Marianne Timmer       | 1.18,83BR |
| 2  | Annamarie Thomas      | 1.19,22   |
| 3  | Sandra Zwolle         | 1.19,61   |
| 4  | Frouke Oonk           | 1.19,93   |
| 5  | Marieke Wijsman       | 1.20,14   |
| 6  | Andrea Nuyt           | 1.20,46   |
| 7  | Léontine van Meggelen | 1.22,68   |
| 8  | Dianne Kootstra       | 1.22,71   |
| 9  | Judith Straathof      | 1.22,79   |
| 10 | Yvonne Leever         | 1.23,66   |
| 11 | Floor van Slochteren  | 1.24,49   |
| 12 | Elke Zijlstra         | 1.24,50   |
| 13 | Kaśka Rogulska        | 1.25,73   |
| DQ | Anja Bollaart         | 1.24,31   |

### 1500 meter
| #  | Schaatsster       | Tijd      |
| -- | ----------------- | --------- |
| 1  | Annamarie Thomas  | 1.59,83NR |
| 2  | Marianne Timmer   | 2.01,39   |
| 3  | Tonny de Jong     | 2.02,15   |
| 4  | Sandra 't Hart    | 2.02,37   |
| 5  | Marieke Wijsman   | 2.02,92   |
| 6  | Sandra Zwolle     | 2.03,64   |
| 7  | Barbara de Loor   | 2.04,14   |
| 8  | Wieteke Cramer    | 2.04,59   |
| 9  | Andrea Nuyt       | 2.04,76   |
| 10 | Frouke Oonk       | 2.05,41   |
| 11 | Jitske Cnossen    | 2.06,61   |
| 12 | Judith Straathof  | 2.07,06   |
| 13 | Frijke Schaafsma  | 2.07,20   |
| 14 | Martine Oosting   | 2.08,09   |
| 15 | Helen van Goozen  | 2.30,01   |
| 16 | Renate Groenewold | 2.42,56   |

### 3000 meter
| #  | Schaatsster       | Tijd    |
| -- | ----------------- | ------- |
| 1  | Tonny de Jong     | 4.13,11 |
| 2  | Carla Zijlstra    | 4.13,96 |
| 3  | Annamarie Thomas  | 4.15,49 |
| 4  | Barbara de Loor   | 4.17,14 |
| 5  | Renate Groenewold | 4.17,31 |
| 6  | Sandra 't Hart    | 4.19,99 |
| 7  | Martine Oosting   | 4.24,10 |
| 8  | Frijke Schaafsma  | 4.26,40 |
| 9  | Helen van Goozen  | 4.26,81 |
| 10 | Marja Vis         | 4.28,07 |
| 11 | Arien Bosch       | 4.30,46 |
| 12 | Irene Visser      | 4.30,47 |
| 13 | Janka Everts      | 4.31,73 |
| 14 | Marije Gemser     | 4.39,95 |

### 5000 meter
| #  | Schaatsster       | Tijd    |
| -- | ----------------- | ------- |
| 1  | Carla Zijlstra    | 7.18,39 |
| 2  | Tonny de Jong     | 7.19,02 |
| 3  | Renate Groenewold | 7.21,26 |
| 4  | Sandra 't Hart    | 7.27,25 |
| 5  | Martine Oosting   | 7.27,32 |
| 6  | Barbara de Loor   | 7.30,82 |
| 7  | Arien Bosch       | 7.44,98 |
| 8  | Frijke Schaafsma  | 7.47,01 |
| 9  | Marja Vis         | 7.51,12 |
| 10 | Irene Visser      | 7.56,53 |